# El Bonillo
El Bonillo er en by og kommune i det sydøstlige Spanien i provinsen Albacete. Den har et indbyggertal på 2.624 (2024) indbyggere.